# خط طول 51° غرب
خط طول 51° غرب هو أحد خطوط الطول الجغرافية، والتي تمتد من القطب الشمالي الجغرافي إلى القطب الجنوبي الجغرافي، وحسب التحويل الزمني يتأخر خط طول 51° غرب عن خط غرينتش بـ3 ساعات و24 دقيقة.

## من القطب إلى القطب
ينطلق خط طول 51° غرب من القطب الشمالي نحو القطب الجنوبي مرورا بالمناطق التي ترد في الجدول التالي:
| الإحداثيات                         | البلد أو الإقليم أو البحر | ملاحظات |
| ---------------------------------- | ------------------------- | --- |
| 90°0′N 51°0′W / 90.000°N 51.000°W  | المحيط المتجمد الشمالي    | |
| 83°39′N 51°0′W / 83.650°N 51.000°W | بحر لنكولن                | |
| 82°31′N 51°0′W / 82.517°N 51.000°W | جرينلاند                  | |
| 82°24′N 51°0′W / 82.400°N 51.000°W | Sherard Osborn Fjord      | |
| 81°57′N 51°0′W / 81.950°N 51.000°W | جرينلاند                  | مرورا عبر several fjords, the Nuussuaq Peninsula و جزيرة اللوتك [لغات أخرى]‏ |
| 69°32′N 51°0′W / 69.533°N 51.000°W | خليج ديسكو                | |
| 69°20′N 51°0′W / 69.333°N 51.000°W | جرينلاند                  | مرورا عبر several fjords |
| 63°8′N 51°0′W / 63.133°N 51.000°W  | المحيط الأطلسي            | |
| 3°6′N 51°0′W / 3.100°N 51.000°W    | البرازيل                  | أمابا بارا — من 0°0′N 51°0′W / 0.000°N 51.000°W, مرورا عبر several islands in the mouth of the نهر الأمازون ماتو غروسو — من 9°48′S 51°0′W / 9.800°S 51.000°W غوياس — من 14°37′S 51°0′W / 14.617°S 51.000°W ماتو غروسو دو سول — من 19°24′S 51°0′W / 19.400°S 51.000°W ميناس جرايس — من 19°38′S 51°0′W / 19.633°S 51.000°W ساو باولو (ولاية) — من 20°5′S 51°0′W / 20.083°S 51.000°W بارانا (ولاية) — من 22°47′S 51°0′W / 22.783°S 51.000°W سانتا كاتارينا — من 26°14′S 51°0′W / 26.233°S 51.000°W ريو غراندي دو سول — من 27°58′S 51°0′W / 27.967°S 51.000°W, مرورا عبر لاغوا دوس باتوس |
| 31°20′S 51°0′W / 31.333°S 51.000°W | المحيط الأطلسي            | |
| 60°0′S 51°0′W / 60.000°S 51.000°W  | المحيط الجنوبي            | |
| 77°1′S 51°0′W / 77.017°S 51.000°W  | القارة القطبية الجنوبية   | المطالب الإقليمية بالقارة القطبية الجنوبية by both الأرجنتين (المقاطعة الأرجنتينية بالقارة القطبية الجنوبية) و المملكة المتحدة (المقاطعة البريطانية بالقارة القطبية الجنوبية) |